# Al·lergologia
Anomenem al·lergologia a l'especialitat mèdica que estudia les malalties relacionades amb els processos al·lèrgics.
L'al·lèrgia és una resposta de defensa exagerada de l'organisme quan entra amb contacte amb determinades substàncies provinents de l'exterior o que l'organisme identifica com agressives.
Aquestes substàncies capaces de provocar una reacció al·lèrgica es coneixen com a substàncies al·lergèniques o al·lergens. El 1905, Pirquet va suggerir que la malaltia del sèrum (fenomen d'hipersensibilitat) té relació directa amb la producció d'anticossos contra el sèrum injectat, introduint el terme d'al·lergia per referir-se a la reactivitat immunològica alterada.
L'al·lergologia està molt relacionada amb la immunologia, la dermatologia i la pneumologia, posat que en els processos al·lèrgics intervé el sistema immunitari, i les manifestacions apareixen freqüentment en la pell i en l'aparell respiratori.
No s'ha de confondre l'al·lèrgia als aliments amb la intolerància als aliments, que és la incapacitat de consumir certs aliments o nutrients sense patir efectes adversos sobre la salut. Els efectes poden ser més o menys ràpids sobre la salut. La intolerància als aliments es distingeix de les al·lèrgies en què aquestes últimes provoquen una resposta del sistema immunitari, activant la immunoglobulina E (IgE), mentre que les intoleràncies no.